# Coetzenburgstadion
Het Coetzenburgstadion is een multifunctioneel stadion in Stellenbosch, een plaats in de procinvie West-Kaap in Zuid-Afrika. De Universiteit van Stellenbosch is eigenaar van dit stadion. De naam Coetzenburg komt van het historische landgoed met wijngaarden dat in Stellenbosch ligt.
Het stadion wordt vooral gebruikt voor voetbalwedstrijden, de voetbalclub Stellenbosch FC maakt gebruik van dit stadion. De Universiteit van Stellenbosch maakt er ook gebruikt van, op dat terrein staat nog een andere stadion, het Danie Cravenstadion.
In het stadion is plaats voor 8.000 toeschouwers.